# Максимівська сільська рада (Козелецький район)
Макси́мівська сільська́ ра́да — адміністративно-територіальна одиниця та орган місцевого самоврядування в Козелецькому районі Чернігівської області. Адміністративний центр — село Максим.

## Загальні відомості
- Населення ради: 979 осіб (станом на 2001 рік)

## Населені пункти
Сільській раді підпорядковані населені пункти:
- с. Максим
- с. Лебедівка
- с. Соколівка

## Склад ради
Рада складалася з 12 депутатів та голови.
- Голова ради: Новик Тамара Василівна
- Секретар ради: Крупко Ніна Григорівна

### Керівний склад попередніх скликань
| Прізвище, ім'я, по батькові | Основні відомості                                                                       | Дата обрання | Дата звільнення |
| --------------------------- | --------------------------------------------------------------------------------------- | ------------ | --------------- |
| Новик Тамара Василівна      | Сільський голова, 1965 року народження, освіта середня спеціальна, позапартійна         | 26.03.2006   | 31.10.2010      |
| Новик Тамара Василівна      | Сільський голова, 1965 року народження, освіта середня спеціальна, член Партії регіонів | 31.10.2010   |                 |

Примітка: таблиця складена за даними сайту Верховної Ради України

### Депутати
За результатами місцевих виборів 2010 року депутатами ради стали:

#### За суб'єктами висування
| Суб'єкт висування                                       | Кількість обраних депутатів | %    |
| ------------------------------------------------------- | --------------------------- | ---- |
| Самовисування                                           | 5                           | 41,7 |
| Партія регіонів                                         | 4                           | 33,3 |
| Політична партія Всеукраїнське об'єднання «Батьківщина» | 3                           | 25   |

#### За округами
| № округу                                                | Прізвище, ім'я, по батькові  | Дата визнання обраним | Освіта             | Партійна приналежність                        | Відомості про обраного депутата                          |
| ------------------------------------------------------- | ---------------------------- | --------------------- | ------------------ | --------------------------------------------- | -------------------------------------------------------- |
| Партія регіонів                                         |                              |                       |                    |                                               |                                                          |
| 1                                                       | Дорошенко Наталія Василівна  | 01.11.2010            | вища               | позапартійна                                  | Максимівська загальноосвітня школа, вчитель              |
| 2                                                       | Думчев Олег Володимирович    | 01.11.2010            | середня спеціальна | член Партії регіонів                          | Максимівська церква, священик                            |
| 4                                                       | Новик Віктор Петрович        | 01.11.2010            | середня спеціальна | член Партії регіонів                          | Чернігівський військовий лісгосп, майстер                |
| 12                                                      | Коваленко Іван Михайлович    | 01.11.2010            | вища               | член Партії регіонів                          | приватний підприємець                                    |
| Політична партія Всеукраїнське об'єднання «Батьківщина» |                              |                       |                    |                                               |                                                          |
| 3                                                       | Бригинець Валентина Іванівна | 01.11.2010            | середня спеціальна | член Всеукраїнського об'єднання «Батьківщина» | Максимівська сільська рада, бухгалтер                    |
| 9                                                       | Крупко Ніна Григорівна       | 01.11.2010            | вища               | позапартійна                                  | Максимівська сільська рада, секретар                     |
| 11                                                      | Лесь Ганна Миколаївна        | 01.11.2010            | середня спеціальна | позапартійна                                  | Соколівський фельшерсько-акушерський пункт, фельдшер     |
| Самовисування                                           |                              |                       |                    |                                               |                                                          |
| 5                                                       | Білоконь Ніна Василівна      | 01.11.2010            | середня            | позапартійна                                  | Лебедівка клуб, завідувач клубу                          |
| 6                                                       | Дикий Володимир Дмитрович    | 01.11.2010            | середня спеціальна | позапартійний                                 | Чернігівська комунально-експлуатаційна частина, робітник |
| 7                                                       | Супрун Наталія Василівна     | 01.11.2010            | середня            | позапартійна                                  | Лебедівка амбулаторія, медсестра                         |
| 8                                                       | Іванченко Наталія Миколаївна | 01.11.2010            | середня спеціальна | член Партії регіонів                          | Лебедівка амбулаторія, соціальний працівник              |
| 10                                                      | Крупко Юрій Петрович         | 01.11.2010            | середня спеціальна | позапартійний                                 | Чернігівський військовий лісгосп, майстер                |